# Hrabstwo Carroll (New Hampshire)
Hrabstwo Carroll (ang. Carroll County) – hrabstwo w stanie New Hampshire w Stanach Zjednoczonych. Obszar całkowity hrabstwa obejmuje powierzchnię 992,24 mil² (2569,89 km²). Według szacunków United States Census Bureau w roku 2009 miało 47 818 mieszkańców.
Hrabstwo powstało w 1840 roku.

## Miejscowości
- Albany
- Bartlett
- Brookfield
- Chatham
- Conway
- Eaton
- Effingham
- Freedom
- Hart’s Location
- Jackson
- Madison
- Moultonborough
- Ossipee
- Sandwich
- Tamworth
- Tuftonboro
- Wakefield
- Wolfeboro

## CDP
- Bartlett
- Center Ossipee
- Center Sandwich
- Conway
- Melvin Village
- North Conway
- Sanbornville
- Suissevale
- Union
- Wolfeboro[4]

| Populacja hrabstwa w poprzednich latach | Populacja hrabstwa w poprzednich latach |
| Rok                                     | Liczba ludności                         |
| --------------------------------------- | --------------------------------------- |
| 1980                                    | 27 730                                  |
| 1990                                    | 35 410                                  |
| 2000                                    | 43 666                                  |
| 2005                                    | 47 439                                  |